# Ернст Лісберг
Ернст Лісберг (нім. Ernst Liesberg; 15 червня 1918, Вісбаден — 8 квітня 1944, Атлантичний океан) — німецький офіцер-підводник, оберлейтенант-цур-зее крігсмаріне.

## Біографія
9 жовтня 1937 року вступив на флот. З 29 вересня 1941 по 23 березня 1942 року пройшов курс підводника. З 31 травня 1942 року — 1-й вахтовий офіцер на підводному човні U-454. З 9 грудня 1942 по 14 січня 1943 року пройшов курс командира човна. З 11 лютого 1943 року — командир U-962, на якому здійснив 2 походи (разом 111 днів у морі). 8 квітня 1944 року U-962 був потоплений в Північній Атлантиці північно-західніше мису Фіністерре (45°43′ пн. ш. 19°57′ зх. д.) глибинними бомбами британських шлюпів «Крейн» і «Сігнет». Всі 50 членів екіпажу загинули.

## Звання
- Кандидат в офіцери (9 жовтня 1937)
- Морський кадет (28 червня 1938)
- Фенріх-цур-зее (1 квітня 1939)
- Оберфенріх-цур-зее (1 березня 1940)
- Лейтенант-цур-зее (1 травня 1940)
- Оберлейтенант-цур-зее (1 квітня 1942)

## Нагороди
- Залізний хрест 2-го класу (1940)
- Нагрудний знак підводника (8 грудня 1942)